# Barry Van Dyke
Barry Wayne Van Dyke, né le 31 juillet 1951 à Atlanta, est un acteur américain.
Barry Van Dyke est le fils de Margie Willet et de Dick Van Dyke, qui joue Mark Sloan dans la série Diagnostic : Meurtre (Diagnostic: Murder) dans laquelle Barry joue Steve Sloan, son fils. Barry joua le rôle de St John Hawke dans la quatrième et dernière saison de la série Supercopter (Airwolf).

## Filmographie
- 1962 : The Dick Van Dyke Show : Florian
- 1971-1974 : The New Dick Van Dyke Sow : Tash Douglas
- 1976 : Stalk the Wild Child (TV) de William Hale : Le joueur de volley
- 1976 : Le Nouvel Homme invisible (Gemini Man) : Le steward
- 1977 : Tabatha (Tabitha) : Roger Bennett
- 1977 : Wonder Woman (Wonder Woman) : Freddy
- 1977 : Les Fourmis (Ants) (TV) de Robert Scheerer : Richard Cyril
- 1978 : Huit, ça suffit ! (Eight is Enough) : Larry Phenton
- 1978 : The Harvey Korman Show : Stuart Stafford
- 1978 : Mork and Mindy : Dan Phillips
- 1978 : What's Up Doc : Professeur Howard Bannister
- 1979 : The MacKenzies of Paradise Cove : Eric
- 1980 : Galactica 1980 : Lieutenant Dillon
- 1980 : Ghost of a Chance (TV) de Nick Havinga : Wayne Clifford
- 1980 : Casino (TV) de Don Chaffey : Edge
- 1982 : Matthew Star (The Powers of Matthew Star) : Coach Curtis
- 1982 : Les Enquêtes de Remington Steele (Remington Steele) : Creighton Phillips
- 1982 : Foxfire Light (TV) d'Allen Baron : Linc Wilder
- 1983 : Magnum (Magnum PI) : Duke Davis
- 1984 : Shérif, fais-moi peur (The Dukes of Hazzard) (série TV) (Saison 7, épisode 6 "Du rififi à Hollywood") : Brock Curtis
- 1984 : L'Agence tous risques (The A-Team) : Dr Brian Lefcourt
- 1987 : Supercopter (Airwolf II) : St. John Hawke
- 1990 : Arabesque (Murder She Wrote) : Buddy Black
- 1993-2001 : Diagnostic : Meurtre (Diagnosis: Murder) : Steve Sloan
- 2006 : L'ABC du meurtre : Au Cœur du Scandale (Murder 101) (TV) de Christian I. Nyby II : Mike Bryant
- 2007 : L'ABC du meurtre : L'Art de la déduction (Murder 101 : College Can be murder) (TV) de Christian I. Nyby II : Mike Bryant
- 2007 : L'ABC du meurtre : Revers de fortune (Murder 101 : If Wishes were Horses) (TV) de David S. Cass Sr. : Mike Bryant
- 2008 : L'ABC du meurtre : Le Chemin de la sagesse (Murder 101 : The Locked Room Mystery) (TV) de David S. Cass Sr. : Mike Bryant
- 2010 : 6 Guns (TV) de Shane Van Dyke : Frank Allison
- 2012 : La Saison des amours (Strawberry Summer) (TV) de Kevin Connor : Jim Landon